# Meritaton Ta-serit
Meritaton Ta-serit egyiptomi hercegnő a XVIII. dinasztia idején, az Amarna-korban. Néhány Hermopoliszban talált talatátról ismert, melyek eredetileg egy ahet-atoni épület részét képezték.
A legkézenfekvőbbnek tűnő feltételezés szerint Ehnaton és Nofertiti legidősebb lányának, Meritatonnak az egyetlen ismert gyermeke, és anyja nevét kapta (a ta-serit jelentése: „a kisebbik”). Más feltételezés szerint ő és Anheszenpaaton Ta-serit Ehnaton és mellékfelesége, Kia gyermekei, mivel csak olyan feliratok említik őket, melyek eredetileg Kiát és ismeretlen nevű lányát említették, és csak később alakították át őket; az is lehetséges azonban, hogy nem is léteztek, csak azért találták ki őket, hogy kitöltsék Kia lánya nevének a helyét valamivel, amikor a feliratokat átfaragták Meritaton és húga, Anheszenpaaton számára.